# Robert Bruce Horsfall
Robert Bruce Horsfall (Clinton, 21 ottobre 1869 – Washington, 24 marzo 1948) è stato un illustratore statunitense.

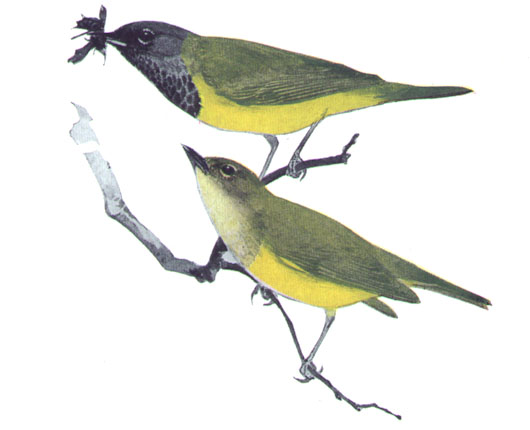
Parula di MacGillivray, tratta da Warblers of North America di Frank Michler Chapman (1907).

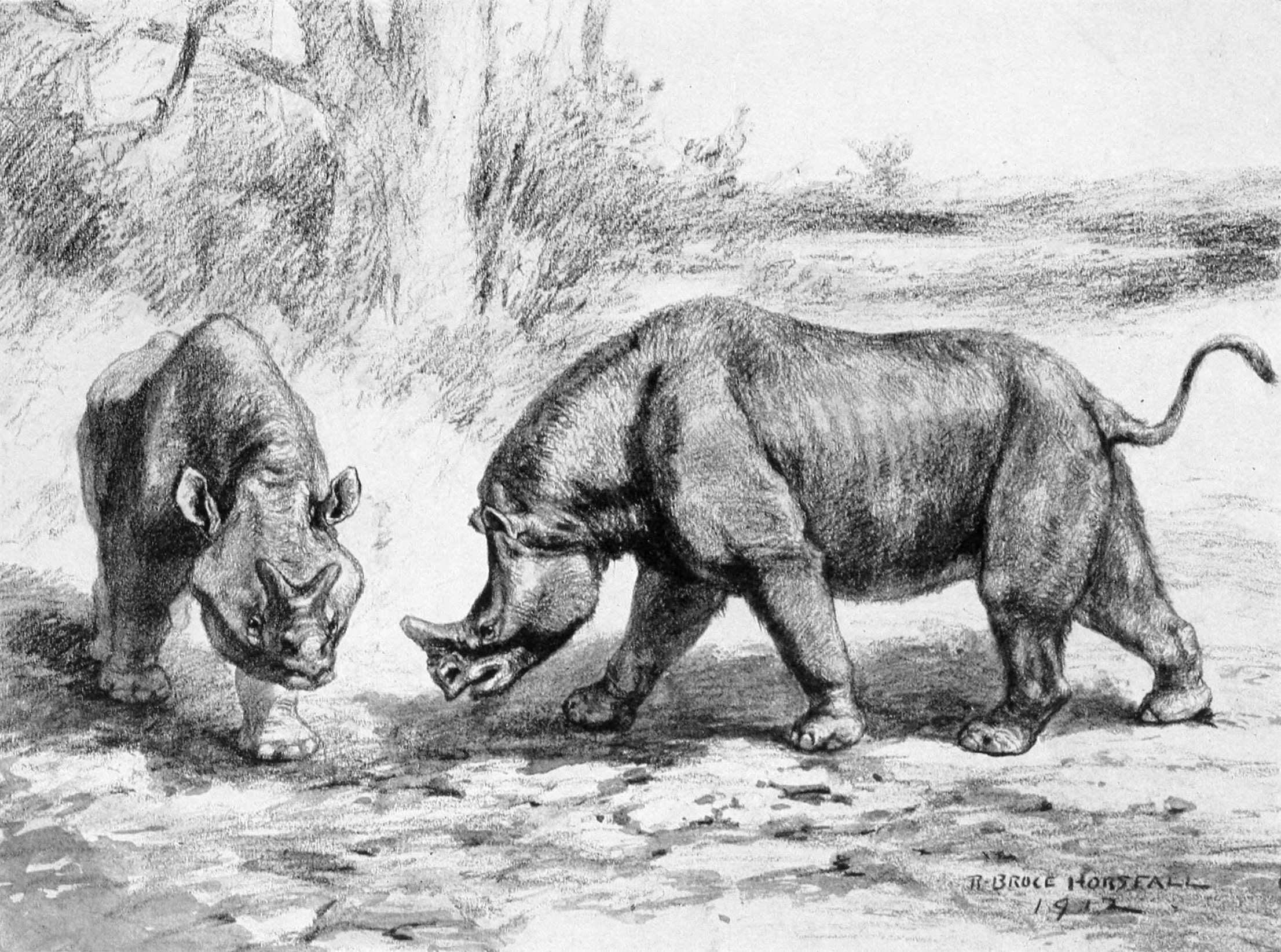
Ricostruzione di Megacerops (1912).

I suoi disegni comparvero su alcune opere degli inizi del XX secolo, tra cui Warblers of North America (Parulidi del Nordamerica) di Frank Michler Chapman (1907).

## Pubblicazioni
- American Land Birds di Alice E. Ball; illustrazioni di Robert Bruce Horsfall. New York: Tudor, 1936.
- Bird and Animal Paintings di R. Bruce Horsfall; testo di Carra E. Horsfall. Washington, D.C., Nature magazine, 1930.
- Birds of California: un'introduzione a più di 300 uccelli comuni di questo Stato e delle isole vicine, con una lista complementare di migratori, di visitatori accidentali e di sottospecie ipotetiche, di Irene Grosvenor Wheelock; con 10 tavole e 78 disegni nel testo di Bruce Horsfall. Chicago: A.C. McClurg, 1904, 1912.
- Birds of North Carolina, di Thomas Gilbert Pearson, Clement Samuel Brimley ed Herbert Hutchinson Brimley, illustrazioni di Rex Brasher, Robert Bruce Horsfall e Roger Tory Peterson. North Carolina Department of Agriculture, State Museum Division. Raleigh, Bynum Printing Company, 1942.
- Birds of the Pacific Coast, di Willard Ayres Eliot, comprendente una breve nota sulla distribuzione e l'habitat di 118 uccelli più o meno comuni della Costa Pacifica e della Columbia Britannica, con 56 tavole a colori di R. Bruce Horsfall. New York: G.P. Putnum's Sons, 1923.
- Familiar Birds of the Northwest: Covering Birds Commonly Found in Oregon, Washington, Idaho, Northern California, and Western Canada di Harry B. Nehls; con dei disegni di R. Bruce Horsfall et al.. Portland, Or.: Portland Audubon Society, 1981.
- A Year with the Birds di Alice E. Ball; illustrazioni di Robert Bruce Horsfall. New York: Gibbs & Van Vleck, 1916, 1917.
- Songs of the Open, parole e musica di Grace Keir, illustrazioni di Robert Bruce Horsfall: Carl Fischer, Inc. New York 1927.